# Octopus (deutsche Band)
Octopus war eine deutsche Progressive-Rock-Band, die 1973 in Frankfurt am Main gegründet wurde. Anfang der 1980er Jahre wechselte die Band zu einem mehr kommerziell geprägten Hard-Rock-Stil, auch mit deutschen Texten. Die Band veröffentlichte zwischen 1977 und 1981 vier Alben, drei davon auf Sky Records.

## Geschichte
Gegründet von Bassist Claus-Dieter Kniemeyer, Sängerin Jenny Hensel († 25. Juli 2024) und ihrem Mann Pit Hensel († 10. April 2023) an der Gitarre, spielte die Band viele Konzerte zusammen mit vielen anderen bekannten deutschen Bands wie Birth Control, Guru Guru, Eloy oder Can in den frühen 1980er Jahren, auch auf größeren Festivals. Nach vielen personellen Umbesetzungen und der musikalischen Veränderung hin zu kommerziellem Rock trennte sich die Band 1983.
Bandmitglieder waren Claus-Dieter Kniemeyer (Bass), Jennifer Hensel (Gesang), Pit Hensel (Gitarre), Seppl Niemeyer (Schlagzeug), Werner Littau (Keyboard), Alexander B. Rodmann (Gitarre), Doris Tangel (Gesang), Frank Eule (Gitarre), Georg Klivinyi (Gitarre), Winfried Kowallik (Gitarre), Dieter Becke, Michael Stein.

## Diskografie
Alben
- 1977: The Boat of Thoughts (Sky Records)
- 1978: An Ocean of Rocks (Sky Records)
- 1980: Rubber Angel (Sky Records)
- 1981: Hart am Rand (Rockport)